# MLB: The Show
MLB: The Show é uma série de jogos eletrônicos de beisebol, baseada na Major League Baseball desenvolvido pela SIE San Diego Studio para os consoles da família PlayStation.
A série começou com o MLB '98 para PlayStation desenvolvido inicialmente pela 989 Studios com novos lançamentos a cada ano, em 2004 o MLB 2004 foi o primeiro a ser lançado para PlayStation 2, em 2005 o MLB 2006 foi o primeiro a ser lançado para PlayStation Portable, com o nome somente de MLB, em 2006 a série adotou o nome The Show com o MLB 06: The Show, o MLB 07: The Show foi o primeiro a ser lançado para PlayStation 3, o MLB 12: The Show foi o primeiro a ser lançado para PlayStation Vita, o MLB 14: The Show foi o primeiro a ser lançado para PlayStation 4.

## Jogos
| Jogo             | Lançamento                                     | Platformas                                          |
| ---------------- | ---------------------------------------------- | --------------------------------------------------- |
| MLB '98          | July 1, 1997                                   | PlayStation                                         |
| MLB '99          | March 31, 1998                                 | PlayStation                                         |
| MLB 2000         | February 28, 1999                              | PlayStation                                         |
| MLB 2001         | February 29, 2000                              | PlayStation                                         |
| MLB 2002         | May 7, 2001                                    | PlayStation                                         |
| MLB 2003         | June 17, 2002                                  | PlayStation                                         |
| MLB 2004         | April 30, 2003                                 | PlayStation, PlayStation 2                          |
| MLB 2005         | March 4, 2004                                  | PlayStation, PlayStation 2                          |
| MLB 2006         | March 8, 2005                                  | PlayStation 2, PlayStation Portable (as simply MLB) |
| MLB 06: The Show | February 28, 2006                              | PlayStation 2, PlayStation Portable                 |
| MLB 07: The Show | February 26, 2007 (PS2/PSP) May 15, 2007 (PS3) | PlayStation 2, PlayStation 3, PlayStation Portable  |
| MLB 08: The Show | March 4, 2008                                  | PlayStation 2, PlayStation 3, PlayStation Portable  |
| MLB 09: The Show | March 3, 2009                                  | PlayStation 2, PlayStation 3, PlayStation Portable  |
| MLB 10: The Show | March 2, 2010                                  | PlayStation 2, PlayStation 3, PlayStation Portable  |
| MLB 11: The Show | March 8, 2011                                  | PlayStation 2, PlayStation 3, PlayStation Portable  |
| MLB 12: The Show | March 6, 2012                                  | PlayStation 3, PlayStation Vita                     |
| MLB 13: The Show | March 5, 2013                                  | PlayStation 3, PlayStation Vita                     |
| MLB 14: The Show | April 1, 2014 (PS3/Vita) May 6, 2014 (PS4)     | PlayStation 3, PlayStation 4, PlayStation Vita      |
| MLB 15: The Show | March 31, 2015                                 | PlayStation 3, PlayStation 4, PlayStation Vita      |
| MLB The Show 16  | March 29, 2016                                 | PlayStation 3, PlayStation 4                        |
| MLB The Show 17  | March 28, 2017                                 | PlayStation 4                                       |
| MLB The Show 18  | March 27, 2018                                 | PlayStation 4                                       |
| MLB The Show 19  | March 26, 2019                                 | PlayStation 4                                       |
| MLB The Show 20  | March 17, 2020                                 | PlayStation 4                                       |